# Eletti alla Camera dei deputati nelle elezioni politiche italiane del 1979
Questo elenco riporta i nomi dei deputati dell'VIII legislatura della Repubblica Italiana dopo le elezioni politiche del 1979:
| Collegio                                      | Lista                                         | Eletto                               |
| --------------------------------------------- | --------------------------------------------- | ------------------------------------ |
| Torino - Novara - Vercelli                    | Partito Comunista Italiano                    | Gian Carlo Pajetta                   |
| Torino - Novara - Vercelli                    | Partito Comunista Italiano                    | Emilio Pugno                         |
| Torino - Novara - Vercelli                    | Partito Comunista Italiano                    | Ugo Spagnoli                         |
| Torino - Novara - Vercelli                    | Partito Comunista Italiano                    | Luciano Violante                     |
| Torino - Novara - Vercelli                    | Partito Comunista Italiano                    | Viller Manfredini                    |
| Torino - Novara - Vercelli                    | Partito Comunista Italiano                    | Paolo Allegra                        |
| Torino - Novara - Vercelli                    | Partito Comunista Italiano                    | Angela Maria Rosolen                 |
| Torino - Novara - Vercelli                    | Partito Comunista Italiano                    | Giuseppe Castoldi                    |
| Torino - Novara - Vercelli                    | Partito Comunista Italiano                    | Rosalba Molineri                     |
| Torino - Novara - Vercelli                    | Partito Comunista Italiano                    | Giovanni Motetta                     |
| Torino - Novara - Vercelli                    | Partito Comunista Italiano                    | Carlo Galante Garrone                |
| Torino - Novara - Vercelli                    | Partito Comunista Italiano                    | Giovanni Furia                       |
| Torino - Novara - Vercelli                    | Partito Comunista Italiano                    | Antonino Brusca                      |
| Torino - Novara - Vercelli                    | Democrazia Cristiana                          | Luigi Rossi di Montelera             |
| Torino - Novara - Vercelli                    | Democrazia Cristiana                          | Oscar Luigi Scalfaro                 |
| Torino - Novara - Vercelli                    | Democrazia Cristiana                          | Guido Bodrato                        |
| Torino - Novara - Vercelli                    | Democrazia Cristiana                          | Paola Cavigliasso                    |
| Torino - Novara - Vercelli                    | Democrazia Cristiana                          | Giuseppe Botta                       |
| Torino - Novara - Vercelli                    | Democrazia Cristiana                          | Piero Angelo Balzardi                |
| Torino - Novara - Vercelli                    | Democrazia Cristiana                          | Michele Zolla                        |
| Torino - Novara - Vercelli                    | Democrazia Cristiana                          | Rolando Picchioni                    |
| Torino - Novara - Vercelli                    | Democrazia Cristiana                          | Gian Aldo Arnaud                     |
| Torino - Novara - Vercelli                    | Democrazia Cristiana                          | Anna Maria Vietti                    |
| Torino - Novara - Vercelli                    | Democrazia Cristiana                          | Giovanni Porcellana                  |
| Torino - Novara - Vercelli                    | Democrazia Cristiana                          | Giuseppe Costamagna                  |
| Torino - Novara - Vercelli                    | Partito Socialista Italiano                   | Giuseppe La Ganga                    |
| Torino - Novara - Vercelli                    | Partito Socialista Italiano                   | Maria Magnani Noya                   |
| Torino - Novara - Vercelli                    | Partito Socialista Italiano                   | Filippo Fiandrotti                   |
| Torino - Novara - Vercelli                    | Partito Socialista Italiano                   | Giorgio Mondino                      |
| Torino - Novara - Vercelli                    | Partito Radicale                              | Adelaide Aglietta                    |
| Torino - Novara - Vercelli                    | Partito Radicale                              | Roberto Cicciomessere                |
| Torino - Novara - Vercelli                    | Partito Socialista Democratico Italiano       | Franco Nicolazzi                     |
| Torino - Novara - Vercelli                    | Partito Socialista Democratico Italiano       | Baldassarre Furnari                  |
| Torino - Novara - Vercelli                    | Partito Repubblicano Italiano                 | Susanna Agnelli                      |
| Torino - Novara - Vercelli                    | Partito Repubblicano Italiano                 | Giorgio La Malfa                     |
| Torino - Novara - Vercelli                    | Partito Liberale Italiano                     | Valerio Zanone                       |
| Torino - Novara - Vercelli                    | Partito Liberale Italiano                     | Renato Altissimo                     |
| Torino - Novara - Vercelli                    | Movimento Sociale Italiano - Destra Nazionale | Ugo Martinat                         |
| Torino - Novara - Vercelli                    | Partito di Unità Proletaria per il comunismo  | Lucio Magri                          |
| Cuneo - Asti - Alessandria                    | Democrazia Cristiana                          | Natale Carlotto                      |
| Cuneo - Asti - Alessandria                    | Democrazia Cristiana                          | Francesco Vittorio Mazzola           |
| Cuneo - Asti - Alessandria                    | Democrazia Cristiana                          | Giovanni Goria                       |
| Cuneo - Asti - Alessandria                    | Democrazia Cristiana                          | Renzo Patria                         |
| Cuneo - Asti - Alessandria                    | Democrazia Cristiana                          | Franco Orione                        |
| Cuneo - Asti - Alessandria                    | Democrazia Cristiana                          | Angelo Armella                       |
| Cuneo - Asti - Alessandria                    | Democrazia Cristiana                          | Francesco Sobrero                    |
| Cuneo - Asti - Alessandria                    | Partito Comunista Italiano                    | Bruno Fracchia                       |
| Cuneo - Asti - Alessandria                    | Partito Comunista Italiano                    | Carla Federica Nespolo               |
| Cuneo - Asti - Alessandria                    | Partito Comunista Italiano                    | Giuseppe Manfredi                    |
| Cuneo - Asti - Alessandria                    | Partito Comunista Italiano                    | Giancarlo Binelli                    |
| Cuneo - Asti - Alessandria                    | Partito Socialista Italiano                   | Felice Borgoglio                     |
| Cuneo - Asti - Alessandria                    | Partito Liberale Italiano                     | Raffaele Costa                       |
| Cuneo - Asti - Alessandria                    | Partito Socialista Democratico Italiano       | Pier Luigi Romita                    |
| Cuneo - Asti - Alessandria                    | Partito Repubblicano Italiano                 | Vitale Robaldo                       |
| Genova - Imperia - La Spezia - Savona         | Partito Comunista Italiano                    | Alessandro Natta                     |
| Genova - Imperia - La Spezia - Savona         | Partito Comunista Italiano                    | Giuseppe D'Alema                     |
| Genova - Imperia - La Spezia - Savona         | Partito Comunista Italiano                    | Varese Antoni                        |
| Genova - Imperia - La Spezia - Savona         | Partito Comunista Italiano                    | Aldo Pastore                         |
| Genova - Imperia - La Spezia - Savona         | Partito Comunista Italiano                    | Pietro Gambolato                     |
| Genova - Imperia - La Spezia - Savona         | Partito Comunista Italiano                    | Francesco Dulbecco                   |
| Genova - Imperia - La Spezia - Savona         | Partito Comunista Italiano                    | Raimondo Ricci                       |
| Genova - Imperia - La Spezia - Savona         | Partito Comunista Italiano                    | Edoardo Sanguineti                   |
| Genova - Imperia - La Spezia - Savona         | Democrazia Cristiana                          | Manfredo Manfredi                    |
| Genova - Imperia - La Spezia - Savona         | Democrazia Cristiana                          | Francesco Cattanei                   |
| Genova - Imperia - La Spezia - Savona         | Democrazia Cristiana                          | Bruno Orsini                         |
| Genova - Imperia - La Spezia - Savona         | Democrazia Cristiana                          | Ines Boffardi                        |
| Genova - Imperia - La Spezia - Savona         | Democrazia Cristiana                          | Pietro Zoppi                         |
| Genova - Imperia - La Spezia - Savona         | Democrazia Cristiana                          | Luciano Faraguti                     |
| Genova - Imperia - La Spezia - Savona         | Democrazia Cristiana                          | Alessandro Scaiola                   |
| Genova - Imperia - La Spezia - Savona         | Democrazia Cristiana                          | Emidio Revelli                       |
| Genova - Imperia - La Spezia - Savona         | Partito Socialista Italiano                   | Antonio Enrico Canepa                |
| Genova - Imperia - La Spezia - Savona         | Partito Socialista Italiano                   | Falco Accame                         |
| Genova - Imperia - La Spezia - Savona         | Partito Socialista Italiano                   | Ermido Santi                         |
| Genova - Imperia - La Spezia - Savona         | Partito Radicale                              | Maria Luisa Galli                    |
| Genova - Imperia - La Spezia - Savona         | Movimento Sociale Italiano - Destra Nazionale | Cesco Baghino                        |
| Genova - Imperia - La Spezia - Savona         | Partito Repubblicano Italiano                 | Giorgio Bogi                         |
| Genova - Imperia - La Spezia - Savona         | Partito Liberale Italiano                     | Alfredo Biondi                       |
| Milano - Pavia                                | Democrazia Cristiana                          | Virginio Rognoni                     |
| Milano - Pavia                                | Democrazia Cristiana                          | Massimo De Carolis                   |
| Milano - Pavia                                | Democrazia Cristiana                          | Carlo Sangalli                       |
| Milano - Pavia                                | Democrazia Cristiana                          | Roberto Mazzotta                     |
| Milano - Pavia                                | Democrazia Cristiana                          | Egidio Carenini                      |
| Milano - Pavia                                | Democrazia Cristiana                          | Mario Campagnoli                     |
| Milano - Pavia                                | Democrazia Cristiana                          | Mariapia Garavaglia                  |
| Milano - Pavia                                | Democrazia Cristiana                          | Ilario Bianco                        |
| Milano - Pavia                                | Democrazia Cristiana                          | Antonio Marzotto Caotorta            |
| Milano - Pavia                                | Democrazia Cristiana                          | Andrea Borruso                       |
| Milano - Pavia                                | Democrazia Cristiana                          | Giovanni Caravita                    |
| Milano - Pavia                                | Democrazia Cristiana                          | Piero Bassetti                       |
| Milano - Pavia                                | Democrazia Cristiana                          | Aristide Tesini                      |
| Milano - Pavia                                | Democrazia Cristiana                          | Alberto Garocchio                    |
| Milano - Pavia                                | Democrazia Cristiana                          | Mario Usellini                       |
| Milano - Pavia                                | Democrazia Cristiana                          | Fortunato Bianchi                    |
| Milano - Pavia                                | Democrazia Cristiana                          | Gaetano Morazzoni                    |
| Milano - Pavia                                | Partito Comunista Italiano                    | Luigi Longo                          |
| Milano - Pavia                                | Partito Comunista Italiano                    | Aldo Tortorella                      |
| Milano - Pavia                                | Partito Comunista Italiano                    | Elio Quercioli                       |
| Milano - Pavia                                | Partito Comunista Italiano                    | Luigi Spaventa                       |
| Milano - Pavia                                | Partito Comunista Italiano                    | Vera Squarcialupi Giuffrida          |
| Milano - Pavia                                | Partito Comunista Italiano                    | Silverio Corvisieri                  |
| Milano - Pavia                                | Partito Comunista Italiano                    | Enea Cerquetti                       |
| Milano - Pavia                                | Partito Comunista Italiano                    | Armando Calaminici                   |
| Milano - Pavia                                | Partito Comunista Italiano                    | Roberto Baldassari                   |
| Milano - Pavia                                | Partito Comunista Italiano                    | Giuseppe Carrà                       |
| Milano - Pavia                                | Partito Comunista Italiano                    | Romana Bianchi Beretta               |
| Milano - Pavia                                | Partito Comunista Italiano                    | Eugenio Peggio                       |
| Milano - Pavia                                | Partito Comunista Italiano                    | Francesco Zoppetti                   |
| Milano - Pavia                                | Partito Comunista Italiano                    | Nadia Corradi                        |
| Milano - Pavia                                | Partito Comunista Italiano                    | Cecilia Chiovini Facchi              |
| Milano - Pavia                                | Partito Comunista Italiano                    | Mario Giuliano                       |
| Milano - Pavia                                | Partito Comunista Italiano                    | Andrea Margheri                      |
| Milano - Pavia                                | Partito Comunista Italiano                    | Pietro Ichino                        |
| Milano - Pavia                                | Partito Socialista Italiano                   | Bettino Craxi                        |
| Milano - Pavia                                | Partito Socialista Italiano                   | Aldo Aniasi                          |
| Milano - Pavia                                | Partito Socialista Italiano                   | Riccardo Lombardi                    |
| Milano - Pavia                                | Partito Socialista Italiano                   | Francesco Colucci                    |
| Milano - Pavia                                | Partito Socialista Italiano                   | Giorgio Gangi                        |
| Milano - Pavia                                | Partito Socialista Italiano                   | Michele Achilli                      |
| Milano - Pavia                                | Partito Radicale                              | Adele Faccio                         |
| Milano - Pavia                                | Partito Radicale                              | Mimmo Pinto                          |
| Milano - Pavia                                | Partito Socialista Democratico Italiano       | Renato Massari                       |
| Milano - Pavia                                | Partito Socialista Democratico Italiano       | Enrico Rizzi                         |
| Milano - Pavia                                | Movimento Sociale Italiano - Destra Nazionale | Franco Servello                      |
| Milano - Pavia                                | Movimento Sociale Italiano - Destra Nazionale | Tomaso Staiti di Cuddia delle Chiuse |
| Milano - Pavia                                | Partito Repubblicano Italiano                 | Antonio Del Pennino                  |
| Milano - Pavia                                | Partito Repubblicano Italiano                 | Vittorio Olcese                      |
| Milano - Pavia                                | Partito Liberale Italiano                     | Egidio Sterpa                        |
| Milano - Pavia                                | Partito Liberale Italiano                     | Antonio Baslini                      |
| Milano - Pavia                                | Partito di Unità Proletaria per il comunismo  | Luca Cafiero                         |
| Como - Sondrio - Varese                       | Democrazia Cristiana                          | Giuseppe Zamberletti                 |
| Como - Sondrio - Varese                       | Democrazia Cristiana                          | Gianfranco Aliverti                  |
| Como - Sondrio - Varese                       | Democrazia Cristiana                          | Italo Briccola                       |
| Como - Sondrio - Varese                       | Democrazia Cristiana                          | Paolo Moro                           |
| Como - Sondrio - Varese                       | Democrazia Cristiana                          | Francesco Casati                     |
| Como - Sondrio - Varese                       | Democrazia Cristiana                          | Ezio Citterio                        |
| Como - Sondrio - Varese                       | Democrazia Cristiana                          | Costante Portatadino                 |
| Como - Sondrio - Varese                       | Democrazia Cristiana                          | Luigi Galli                          |
| Como - Sondrio - Varese                       | Democrazia Cristiana                          | Paolo Caccia                         |
| Como - Sondrio - Varese                       | Partito Comunista Italiano                    | Aldo Tortorella                      |
| Como - Sondrio - Varese                       | Partito Comunista Italiano                    | Guido Alborghetti                    |
| Como - Sondrio - Varese                       | Partito Comunista Italiano                    | Giovanni Bettini                     |
| Como - Sondrio - Varese                       | Partito Comunista Italiano                    | Gianfranco Tagliabue                 |
| Como - Sondrio - Varese                       | Partito Comunista Italiano                    | Ivanne Trebbi                        |
| Como - Sondrio - Varese                       | Partito Socialista Italiano                   | Francesco Forte                      |
| Como - Sondrio - Varese                       | Partito Socialista Italiano                   | Marte Ferrari                        |
| Como - Sondrio - Varese                       | Partito Socialista Democratico Italiano       | Giovanni Cuojati                     |
| Como - Sondrio - Varese                       | Partito Radicale                              | Marcello Crivellini                  |
| Como - Sondrio - Varese                       | Partito Repubblicano Italiano                 | Giovanni Spadolini                   |
| Como - Sondrio - Varese                       | Partito Liberale Italiano                     | Cesare Zappulli                      |
| Brescia - Bergamo                             | Democrazia Cristiana                          | Filippo Maria Pandolfi               |
| Brescia - Bergamo                             | Democrazia Cristiana                          | Severino Citaristi                   |
| Brescia - Bergamo                             | Democrazia Cristiana                          | Giovanni Prandini                    |
| Brescia - Bergamo                             | Democrazia Cristiana                          | Vittoria Quarenghi                   |
| Brescia - Bergamo                             | Democrazia Cristiana                          | Franco Salvi                         |
| Brescia - Bergamo                             | Democrazia Cristiana                          | Tarcisio Gitti                       |
| Brescia - Bergamo                             | Democrazia Cristiana                          | Giovanni Gaiti                       |
| Brescia - Bergamo                             | Democrazia Cristiana                          | Francesco Lussignoli                 |
| Brescia - Bergamo                             | Democrazia Cristiana                          | Gilberto Bonalumi                    |
| Brescia - Bergamo                             | Democrazia Cristiana                          | Pietro Padula                        |
| Brescia - Bergamo                             | Democrazia Cristiana                          | Elio Fontana                         |
| Brescia - Bergamo                             | Democrazia Cristiana                          | Ernesta Belussi                      |
| Brescia - Bergamo                             | Partito Comunista Italiano                    | Giovanni Torri                       |
| Brescia - Bergamo                             | Partito Comunista Italiano                    | Francesco Loda                       |
| Brescia - Bergamo                             | Partito Comunista Italiano                    | Piera Bonetti Mattinzoli             |
| Brescia - Bergamo                             | Partito Comunista Italiano                    | Edmondo Raffaelli                    |
| Brescia - Bergamo                             | Partito Comunista Italiano                    | Valentina Lanfranchi Cordioli        |
| Brescia - Bergamo                             | Partito Socialista Italiano                   | Vincenzo Balzamo                     |
| Brescia - Bergamo                             | Partito Socialista Italiano                   | Guido Alberini                       |
| Brescia - Bergamo                             | Partito Socialista Democratico Italiano       | Bruno Corti                          |
| Brescia - Bergamo                             | Movimento Sociale Italiano - Destra Nazionale | Mirko Tremaglia                      |
| Brescia - Bergamo                             | Partito Radicale                              | Gianluigi Melega                     |
| Brescia - Bergamo                             | Partito di Unità Proletaria per il comunismo  | Eliseo Milani                        |
| Mantova - Cremona                             | Democrazia Cristiana                          | Bruno Vincenzi                       |
| Mantova - Cremona                             | Democrazia Cristiana                          | Silvestro Ferrari                    |
| Mantova - Cremona                             | Democrazia Cristiana                          | Fiorenzo Maroli                      |
| Mantova - Cremona                             | Democrazia Cristiana                          | Antonino Zaniboni                    |
| Mantova - Cremona                             | Partito Comunista Italiano                    | Antonio Caruso                       |
| Mantova - Cremona                             | Partito Comunista Italiano                    | Giuliano Gradi                       |
| Mantova - Cremona                             | Partito Comunista Italiano                    | Paolo Zanini                         |
| Mantova - Cremona                             | Partito Socialista Italiano                   | Claudio Martelli                     |
| Trento - Bolzano                              | Südtiroler Volkspartei                        | Roland Riz                           |
| Trento - Bolzano                              | Südtiroler Volkspartei                        | Johann Hans Benedikter               |
| Trento - Bolzano                              | Südtiroler Volkspartei                        | Hubert Frasnelli                     |
| Trento - Bolzano                              | Südtiroler Volkspartei                        | Hugo Gamper                          |
| Trento - Bolzano                              | Democrazia Cristiana                          | Flaminio Piccoli                     |
| Trento - Bolzano                              | Democrazia Cristiana                          | Bruno Kessler                        |
| Trento - Bolzano                              | Democrazia Cristiana                          | Ferruccio Pisoni                     |
| Trento - Bolzano                              | Democrazia Cristiana                          | Giorgio Postal                       |
| Trento - Bolzano                              | Partito Comunista Italiano                    | Biagio Virgili                       |
| Trento - Bolzano                              | Partito Socialista Italiano                   | Mario Raffaelli                      |
| Verona - Padova - Vicenza - Rovigo            | Democrazia Cristiana                          | Giuseppe Zuech                       |
| Verona - Padova - Vicenza - Rovigo            | Democrazia Cristiana                          | Giuseppe Dal Maso                    |
| Verona - Padova - Vicenza - Rovigo            | Democrazia Cristiana                          | Giovanni Fontana                     |
| Verona - Padova - Vicenza - Rovigo            | Democrazia Cristiana                          | Renato Corà                          |
| Verona - Padova - Vicenza - Rovigo            | Democrazia Cristiana                          | Enzo Erminero                        |
| Verona - Padova - Vicenza - Rovigo            | Democrazia Cristiana                          | Natale Gottardo                      |
| Verona - Padova - Vicenza - Rovigo            | Democrazia Cristiana                          | Giuliano Zoso                        |
| Verona - Padova - Vicenza - Rovigo            | Democrazia Cristiana                          | Luigi Gui                            |
| Verona - Padova - Vicenza - Rovigo            | Democrazia Cristiana                          | Gianmario Pellizzari                 |
| Verona - Padova - Vicenza - Rovigo            | Democrazia Cristiana                          | Alberto Rossi                        |
| Verona - Padova - Vicenza - Rovigo            | Democrazia Cristiana                          | Gioacchino Meneghetti                |
| Verona - Padova - Vicenza - Rovigo            | Democrazia Cristiana                          | Carlo Fracanzani                     |
| Verona - Padova - Vicenza - Rovigo            | Democrazia Cristiana                          | Antonio Zanforlin                    |
| Verona - Padova - Vicenza - Rovigo            | Democrazia Cristiana                          | Beniamino Brocca                     |
| Verona - Padova - Vicenza - Rovigo            | Democrazia Cristiana                          | Giuseppe Ceni                        |
| Verona - Padova - Vicenza - Rovigo            | Democrazia Cristiana                          | Mario Dal Castello                   |
| Verona - Padova - Vicenza - Rovigo            | Partito Comunista Italiano                    | Rino Serri                           |
| Verona - Padova - Vicenza - Rovigo            | Partito Comunista Italiano                    | Lucia Cominato                       |
| Verona - Padova - Vicenza - Rovigo            | Partito Comunista Italiano                    | Antonio Zavagnin                     |
| Verona - Padova - Vicenza - Rovigo            | Partito Comunista Italiano                    | Fulvio Palopoli                      |
| Verona - Padova - Vicenza - Rovigo            | Partito Comunista Italiano                    | Carlo Ramella                        |
| Verona - Padova - Vicenza - Rovigo            | Partito Comunista Italiano                    | Rosanna Branciforti                  |
| Verona - Padova - Vicenza - Rovigo            | Partito Socialista Italiano                   | Angelo Gaetano Cresco                |
| Verona - Padova - Vicenza - Rovigo            | Partito Socialista Italiano                   | Roberto Liotti                       |
| Verona - Padova - Vicenza - Rovigo            | Partito Socialista Democratico Italiano       | Gianmatteo Matteotti                 |
| Verona - Padova - Vicenza - Rovigo            | Partito Radicale                              | Alessandro Tessari                   |
| Verona - Padova - Vicenza - Rovigo            | Movimento Sociale Italiano - Destra Nazionale | Franco Franchi                       |
| Verona - Padova - Vicenza - Rovigo            | Partito Repubblicano Italiano                 | Adolfo Battaglia                     |
| Verona - Padova - Vicenza - Rovigo            | Partito Liberale Italiano                     | Giorgio Ferrari                      |
| Venezia - Treviso                             | Democrazia Cristiana                          | Tina Anselmi                         |
| Venezia - Treviso                             | Democrazia Cristiana                          | Costante Degan                       |
| Venezia - Treviso                             | Democrazia Cristiana                          | Marino Corder                        |
| Venezia - Treviso                             | Democrazia Cristiana                          | Lino Armellin                        |
| Venezia - Treviso                             | Democrazia Cristiana                          | Bruno Zambon                         |
| Venezia - Treviso                             | Democrazia Cristiana                          | Piergiovanni Malvestio               |
| Venezia - Treviso                             | Democrazia Cristiana                          | Gian Franco Rocelli                  |
| Venezia - Treviso                             | Democrazia Cristiana                          | Lino Innocenti                       |
| Venezia - Treviso                             | Partito Comunista Italiano                    | Giovanni Pellicani                   |
| Venezia - Treviso                             | Partito Comunista Italiano                    | Massimo Cacciari                     |
| Venezia - Treviso                             | Partito Comunista Italiano                    | Giangiacomo Tessari                  |
| Venezia - Treviso                             | Partito Comunista Italiano                    | Milena Sarri                         |
| Venezia - Treviso                             | Partito Comunista Italiano                    | Paola Buttazzoni Tonellato           |
| Venezia - Treviso                             | Partito Socialista Italiano                   | Gianni De Michelis                   |
| Venezia - Treviso                             | Partito Socialista Italiano                   | Maurizio Sacconi                     |
| Venezia - Treviso                             | Partito Socialista Democratico Italiano       | Alessandro Reggiani                  |
| Venezia - Treviso                             | Partito Radicale                              | Marco Boato                          |
| Udine - Belluno - Gorizia - Pordenone         | Democrazia Cristiana                          | Giorgio Santuz                       |
| Udine - Belluno - Gorizia - Pordenone         | Democrazia Cristiana                          | Piergiorgio Bressani                 |
| Udine - Belluno - Gorizia - Pordenone         | Democrazia Cristiana                          | Mario Fioret                         |
| Udine - Belluno - Gorizia - Pordenone         | Democrazia Cristiana                          | Leandro Fusaro                       |
| Udine - Belluno - Gorizia - Pordenone         | Democrazia Cristiana                          | Maria Santa Piccoli                  |
| Udine - Belluno - Gorizia - Pordenone         | Democrazia Cristiana                          | Gianfranco Orsini                    |
| Udine - Belluno - Gorizia - Pordenone         | Partito Comunista Italiano                    | Arnaldo Baracetti                    |
| Udine - Belluno - Gorizia - Pordenone         | Partito Comunista Italiano                    | Giovanni Migliorini                  |
| Udine - Belluno - Gorizia - Pordenone         | Partito Comunista Italiano                    | Giulio Colomba                       |
| Udine - Belluno - Gorizia - Pordenone         | Partito Socialista Italiano                   | Loris Fortuna                        |
| Udine - Belluno - Gorizia - Pordenone         | Partito Socialista Democratico Italiano       | Martino Scovacricchi                 |
| Bologna - Ferrara - Ravenna - Forlì           | Partito Comunista Italiano                    | Guido Fanti                          |
| Bologna - Ferrara - Ravenna - Forlì           | Partito Comunista Italiano                    | Giovanni Giadresco                   |
| Bologna - Ferrara - Ravenna - Forlì           | Partito Comunista Italiano                    | Giovanna Bosi Maramotti              |
| Bologna - Ferrara - Ravenna - Forlì           | Partito Comunista Italiano                    | Giulio Bellini                       |
| Bologna - Ferrara - Ravenna - Forlì           | Partito Comunista Italiano                    | Antonio Rubbi                        |
| Bologna - Ferrara - Ravenna - Forlì           | Partito Comunista Italiano                    | Enrico Gualandi                      |
| Bologna - Ferrara - Ravenna - Forlì           | Partito Comunista Italiano                    | Armando Sarti                        |
| Bologna - Ferrara - Ravenna - Forlì           | Partito Comunista Italiano                    | Flavio Colonna                       |
| Bologna - Ferrara - Ravenna - Forlì           | Partito Comunista Italiano                    | Giancarla Codrignani                 |
| Bologna - Ferrara - Ravenna - Forlì           | Partito Comunista Italiano                    | Francesco Alici                      |
| Bologna - Ferrara - Ravenna - Forlì           | Partito Comunista Italiano                    | Adriana Lodi Faustini Fustini        |
| Bologna - Ferrara - Ravenna - Forlì           | Partito Comunista Italiano                    | Angelo Satanassi                     |
| Bologna - Ferrara - Ravenna - Forlì           | Partito Comunista Italiano                    | Mauro Olivi                          |
| Bologna - Ferrara - Ravenna - Forlì           | Democrazia Cristiana                          | Benigno Zaccagnini                   |
| Bologna - Ferrara - Ravenna - Forlì           | Democrazia Cristiana                          | Nino Cristofori                      |
| Bologna - Ferrara - Ravenna - Forlì           | Democrazia Cristiana                          | Giancarlo Tesini                     |
| Bologna - Ferrara - Ravenna - Forlì           | Democrazia Cristiana                          | Lorenzo Cappelli                     |
| Bologna - Ferrara - Ravenna - Forlì           | Democrazia Cristiana                          | Virginiangelo Marabini               |
| Bologna - Ferrara - Ravenna - Forlì           | Democrazia Cristiana                          | Nicola Sanese                        |
| Bologna - Ferrara - Ravenna - Forlì           | Democrazia Cristiana                          | Emilio Rubbi                         |
| Bologna - Ferrara - Ravenna - Forlì           | Partito Socialista Italiano                   | Stefano Servadei                     |
| Bologna - Ferrara - Ravenna - Forlì           | Partito Socialista Italiano                   | Paolo Babbini                        |
| Bologna - Ferrara - Ravenna - Forlì           | Partito Repubblicano Italiano                 | Oddo Biasini                         |
| Bologna - Ferrara - Ravenna - Forlì           | Partito Repubblicano Italiano                 | Gianni Ravaglia                      |
| Bologna - Ferrara - Ravenna - Forlì           | Partito Socialista Democratico Italiano       | Luigi Preti                          |
| Bologna - Ferrara - Ravenna - Forlì           | Partito Radicale                              | Gianfranco Spadaccia                 |
| Bologna - Ferrara - Ravenna - Forlì           | Movimento Sociale Italiano - Destra Nazionale | Pino Romualdi                        |
| Parma - Modena - Piacenza - Reggio Emilia     | Partito Comunista Italiano                    | Nilde Iotti                          |
| Parma - Modena - Piacenza - Reggio Emilia     | Partito Comunista Italiano                    | Antonio Bernardi                     |
| Parma - Modena - Piacenza - Reggio Emilia     | Partito Comunista Italiano                    | Maria Teresa Granati Caruso          |
| Parma - Modena - Piacenza - Reggio Emilia     | Partito Comunista Italiano                    | Vincenzo Baldassi                    |
| Parma - Modena - Piacenza - Reggio Emilia     | Partito Comunista Italiano                    | Rubes Triva                          |
| Parma - Modena - Piacenza - Reggio Emilia     | Partito Comunista Italiano                    | Mario Cravedi                        |
| Parma - Modena - Piacenza - Reggio Emilia     | Partito Comunista Italiano                    | Pier Giorgio Bottarelli              |
| Parma - Modena - Piacenza - Reggio Emilia     | Partito Comunista Italiano                    | Fausto Bocchi                        |
| Parma - Modena - Piacenza - Reggio Emilia     | Partito Comunista Italiano                    | Natalino Gatti                       |
| Parma - Modena - Piacenza - Reggio Emilia     | Democrazia Cristiana                          | Franco Bortolani                     |
| Parma - Modena - Piacenza - Reggio Emilia     | Democrazia Cristiana                          | Giampaolo Mora                       |
| Parma - Modena - Piacenza - Reggio Emilia     | Democrazia Cristiana                          | Andrea Borri                         |
| Parma - Modena - Piacenza - Reggio Emilia     | Democrazia Cristiana                          | Enrico Menziani                      |
| Parma - Modena - Piacenza - Reggio Emilia     | Democrazia Cristiana                          | Sergio Cuminetti                     |
| Parma - Modena - Piacenza - Reggio Emilia     | Democrazia Cristiana                          | Franco Bonferroni                    |
| Parma - Modena - Piacenza - Reggio Emilia     | Partito Socialista Italiano                   | Luigi Covatta                        |
| Parma - Modena - Piacenza - Reggio Emilia     | Partito Socialista Italiano                   | Luigi Dino Felisetti                 |
| Parma - Modena - Piacenza - Reggio Emilia     | Partito Socialista Democratico Italiano       | Giuseppe Amadei                      |
| Firenze - Pistoia                             | Partito Comunista Italiano                    | Adriana Fabbri Seroni                |
| Firenze - Pistoia                             | Partito Comunista Italiano                    | Pierluigi Onorato                    |
| Firenze - Pistoia                             | Partito Comunista Italiano                    | Francesco Toni                       |
| Firenze - Pistoia                             | Partito Comunista Italiano                    | Sergio Tesi                          |
| Firenze - Pistoia                             | Partito Comunista Italiano                    | Morena Amabile Pagliai               |
| Firenze - Pistoia                             | Partito Comunista Italiano                    | Alberto Cecchi                       |
| Firenze - Pistoia                             | Partito Comunista Italiano                    | Orlando Fabbri                       |
| Firenze - Pistoia                             | Partito Comunista Italiano                    | Gianluca Cerrina Ferroni             |
| Firenze - Pistoia                             | Partito Comunista Italiano                    | Novello Pallanti                     |
| Firenze - Pistoia                             | Democrazia Cristiana                          | Carlo Casini                         |
| Firenze - Pistoia                             | Democrazia Cristiana                          | Sergio Pezzati                       |
| Firenze - Pistoia                             | Democrazia Cristiana                          | Bruno Stegagnini                     |
| Firenze - Pistoia                             | Democrazia Cristiana                          | Edoardo Speranza                     |
| Firenze - Pistoia                             | Democrazia Cristiana                          | Tommaso Bisagno                      |
| Firenze - Pistoia                             | Partito Socialista Italiano                   | Lelio Lagorio                        |
| Pisa - Livorno - Lucca - Massa-Carrara        | Partito Comunista Italiano                    | Bruno Bernini                        |
| Pisa - Livorno - Lucca - Massa-Carrara        | Partito Comunista Italiano                    | Rolando Tamburini                    |
| Pisa - Livorno - Lucca - Massa-Carrara        | Partito Comunista Italiano                    | Adolfo Facchini                      |
| Pisa - Livorno - Lucca - Massa-Carrara        | Partito Comunista Italiano                    | Vinicio Bernardini                   |
| Pisa - Livorno - Lucca - Massa-Carrara        | Partito Comunista Italiano                    | Renzo Moschini                       |
| Pisa - Livorno - Lucca - Massa-Carrara        | Partito Comunista Italiano                    | Rosalia Vagli                        |
| Pisa - Livorno - Lucca - Massa-Carrara        | Partito Comunista Italiano                    | Francesco Da Prato                   |
| Pisa - Livorno - Lucca - Massa-Carrara        | Democrazia Cristiana                          | Emo Danesi                           |
| Pisa - Livorno - Lucca - Massa-Carrara        | Democrazia Cristiana                          | Maria Eletta Martini                 |
| Pisa - Livorno - Lucca - Massa-Carrara        | Democrazia Cristiana                          | Pino Lucchesi                        |
| Pisa - Livorno - Lucca - Massa-Carrara        | Democrazia Cristiana                          | Moreno Bambi                         |
| Pisa - Livorno - Lucca - Massa-Carrara        | Democrazia Cristiana                          | Nello Balestracci                    |
| Pisa - Livorno - Lucca - Massa-Carrara        | Partito Socialista Italiano                   | Silvano Labriola                     |
| Pisa - Livorno - Lucca - Massa-Carrara        | Partito Socialista Italiano                   | Valdo Spini                          |
| Siena - Arezzo - Grosseto                     | Partito Comunista Italiano                    | Fernando Di Giulio                   |
| Siena - Arezzo - Grosseto                     | Partito Comunista Italiano                    | Vasco Calonaci                       |
| Siena - Arezzo - Grosseto                     | Partito Comunista Italiano                    | Ivo Faenzi                           |
| Siena - Arezzo - Grosseto                     | Partito Comunista Italiano                    | Eriase Belardi Merlo                 |
| Siena - Arezzo - Grosseto                     | Partito Comunista Italiano                    | Alessio Pasquini                     |
| Siena - Arezzo - Grosseto                     | Democrazia Cristiana                          | Enea Piccinelli                      |
| Siena - Arezzo - Grosseto                     | Democrazia Cristiana                          | Giuseppe Fornasari                   |
| Siena - Arezzo - Grosseto                     | Democrazia Cristiana                          | Giovannino Fiori                     |
| Siena - Arezzo - Grosseto                     | Partito Socialista Italiano                   | Mauro Seppia                         |
| Ancona - Pesaro - Macerata - Ascoli Piceno    | Partito Comunista Italiano                    | Luciano Barca                        |
| Ancona - Pesaro - Macerata - Ascoli Piceno    | Partito Comunista Italiano                    | Guido Cappelloni                     |
| Ancona - Pesaro - Macerata - Ascoli Piceno    | Partito Comunista Italiano                    | Guido Carandini                      |
| Ancona - Pesaro - Macerata - Ascoli Piceno    | Partito Comunista Italiano                    | Guido Ianni                          |
| Ancona - Pesaro - Macerata - Ascoli Piceno    | Partito Comunista Italiano                    | Maria Augusta Pecchia                |
| Ancona - Pesaro - Macerata - Ascoli Piceno    | Partito Comunista Italiano                    | Anna Maria Castelli Migali           |
| Ancona - Pesaro - Macerata - Ascoli Piceno    | Partito Comunista Italiano                    | Maria Teresa Carloni Andreucci       |
| Ancona - Pesaro - Macerata - Ascoli Piceno    | Democrazia Cristiana                          | Arnaldo Forlani                      |
| Ancona - Pesaro - Macerata - Ascoli Piceno    | Democrazia Cristiana                          | Franco Foschi                        |
| Ancona - Pesaro - Macerata - Ascoli Piceno    | Democrazia Cristiana                          | Francesco Merloni                    |
| Ancona - Pesaro - Macerata - Ascoli Piceno    | Democrazia Cristiana                          | Gianni Cerioni                       |
| Ancona - Pesaro - Macerata - Ascoli Piceno    | Democrazia Cristiana                          | Giuliano Silvestri                   |
| Ancona - Pesaro - Macerata - Ascoli Piceno    | Democrazia Cristiana                          | Albertino Castellucci                |
| Ancona - Pesaro - Macerata - Ascoli Piceno    | Democrazia Cristiana                          | Gianfranco Sabbatini                 |
| Ancona - Pesaro - Macerata - Ascoli Piceno    | Partito Socialista Italiano                   | Angelo Tiraboschi                    |
| Ancona - Pesaro - Macerata - Ascoli Piceno    | Movimento Sociale Italiano - Destra Nazionale | Giuseppe Rubinacci                   |
| Ancona - Pesaro - Macerata - Ascoli Piceno    | Partito Repubblicano Italiano                 | Enrico Ermelli Cupelli               |
| Perugia - Terni - Rieti                       | Partito Comunista Italiano                    | Pietro Conti                         |
| Perugia - Terni - Rieti                       | Partito Comunista Italiano                    | Mario Andrea Bartolini               |
| Perugia - Terni - Rieti                       | Partito Comunista Italiano                    | Alba Scaramucci Guaitini             |
| Perugia - Terni - Rieti                       | Partito Comunista Italiano                    | Fabio Maria Ciuffini                 |
| Perugia - Terni - Rieti                       | Partito Comunista Italiano                    | Franco Proietti                      |
| Perugia - Terni - Rieti                       | Democrazia Cristiana                          | Franco Maria Malfatti                |
| Perugia - Terni - Rieti                       | Democrazia Cristiana                          | Filippo Micheli                      |
| Perugia - Terni - Rieti                       | Democrazia Cristiana                          | Luciano Radi                         |
| Perugia - Terni - Rieti                       | Democrazia Cristiana                          | Alfredo De Poi                       |
| Perugia - Terni - Rieti                       | Partito Socialista Italiano                   | Enrico Manca                         |
| Roma - Viterbo - Latina - Frosinone           | Democrazia Cristiana                          | Giulio Andreotti                     |
| Roma - Viterbo - Latina - Frosinone           | Democrazia Cristiana                          | Publio Fiori                         |
| Roma - Viterbo - Latina - Frosinone           | Democrazia Cristiana                          | Franco Evangelisti                   |
| Roma - Viterbo - Latina - Frosinone           | Democrazia Cristiana                          | Paolo Bonomi                         |
| Roma - Viterbo - Latina - Frosinone           | Democrazia Cristiana                          | Amerigo Petrucci                     |
| Roma - Viterbo - Latina - Frosinone           | Democrazia Cristiana                          | Giovanni Galloni                     |
| Roma - Viterbo - Latina - Frosinone           | Democrazia Cristiana                          | Clelio Darida                        |
| Roma - Viterbo - Latina - Frosinone           | Democrazia Cristiana                          | Paolo Cabras                         |
| Roma - Viterbo - Latina - Frosinone           | Democrazia Cristiana                          | Guido Bernardi                       |
| Roma - Viterbo - Latina - Frosinone           | Democrazia Cristiana                          | Bartolo Ciccardini                   |
| Roma - Viterbo - Latina - Frosinone           | Democrazia Cristiana                          | Rodolfo Carelli                      |
| Roma - Viterbo - Latina - Frosinone           | Democrazia Cristiana                          | Mauro Bubbico                        |
| Roma - Viterbo - Latina - Frosinone           | Democrazia Cristiana                          | Angelo Picano                        |
| Roma - Viterbo - Latina - Frosinone           | Democrazia Cristiana                          | Giancarlo Abete                      |
| Roma - Viterbo - Latina - Frosinone           | Democrazia Cristiana                          | Fabrizio Abbate                      |
| Roma - Viterbo - Latina - Frosinone           | Democrazia Cristiana                          | Francesco Bruni                      |
| Roma - Viterbo - Latina - Frosinone           | Democrazia Cristiana                          | Salvatore La Rocca                   |
| Roma - Viterbo - Latina - Frosinone           | Democrazia Cristiana                          | Carlo Merolli                        |
| Roma - Viterbo - Latina - Frosinone           | Democrazia Cristiana                          | Erminio Pennacchini                  |
| Roma - Viterbo - Latina - Frosinone           | Democrazia Cristiana                          | Mario Gargano                        |
| Roma - Viterbo - Latina - Frosinone           | Partito Comunista Italiano                    | Enrico Berlinguer                    |
| Roma - Viterbo - Latina - Frosinone           | Partito Comunista Italiano                    | Pietro Ingrao                        |
| Roma - Viterbo - Latina - Frosinone           | Partito Comunista Italiano                    | Cesare Amici                         |
| Roma - Viterbo - Latina - Frosinone           | Partito Comunista Italiano                    | Michele De Gregorio                  |
| Roma - Viterbo - Latina - Frosinone           | Partito Comunista Italiano                    | Altiero Spinelli                     |
| Roma - Viterbo - Latina - Frosinone           | Partito Comunista Italiano                    | Lelio Grassucci                      |
| Roma - Viterbo - Latina - Frosinone           | Partito Comunista Italiano                    | Alberto Asor Rosa                    |
| Roma - Viterbo - Latina - Frosinone           | Partito Comunista Italiano                    | Giuseppe Siro Trezzini               |
| Roma - Viterbo - Latina - Frosinone           | Partito Comunista Italiano                    | Angela Giovagnoli Sposetti           |
| Roma - Viterbo - Latina - Frosinone           | Partito Comunista Italiano                    | Antonello Trombadori                 |
| Roma - Viterbo - Latina - Frosinone           | Partito Comunista Italiano                    | Ugo Vetere                           |
| Roma - Viterbo - Latina - Frosinone           | Partito Comunista Italiano                    | Aldo Tozzetti                        |
| Roma - Viterbo - Latina - Frosinone           | Partito Comunista Italiano                    | Francesco Ottaviano                  |
| Roma - Viterbo - Latina - Frosinone           | Partito Comunista Italiano                    | Franco Ferri                         |
| Roma - Viterbo - Latina - Frosinone           | Partito Comunista Italiano                    | Mario Pochetti                       |
| Roma - Viterbo - Latina - Frosinone           | Partito Comunista Italiano                    | Leo Canullo                          |
| Roma - Viterbo - Latina - Frosinone           | Partito Socialista Italiano                   | Fabrizio Cicchitto                   |
| Roma - Viterbo - Latina - Frosinone           | Partito Socialista Italiano                   | Paris Dell'Unto                      |
| Roma - Viterbo - Latina - Frosinone           | Partito Socialista Italiano                   | Nevo Querci                          |
| Roma - Viterbo - Latina - Frosinone           | Partito Socialista Italiano                   | Roberto Palleschi                    |
| Roma - Viterbo - Latina - Frosinone           | Partito Socialista Italiano                   | Franco Bassanini                     |
| Roma - Viterbo - Latina - Frosinone           | Movimento Sociale Italiano - Destra Nazionale | Pino Rauti                           |
| Roma - Viterbo - Latina - Frosinone           | Movimento Sociale Italiano - Destra Nazionale | Vito Miceli                          |
| Roma - Viterbo - Latina - Frosinone           | Movimento Sociale Italiano - Destra Nazionale | Giulio Caradonna                     |
| Roma - Viterbo - Latina - Frosinone           | Movimento Sociale Italiano - Destra Nazionale | Agostino Greggi                      |
| Roma - Viterbo - Latina - Frosinone           | Partito Radicale                              | Emma Bonino                          |
| Roma - Viterbo - Latina - Frosinone           | Partito Radicale                              | Leonardo Sciascia                    |
| Roma - Viterbo - Latina - Frosinone           | Partito Radicale                              | Massimo Teodori                      |
| Roma - Viterbo - Latina - Frosinone           | Partito Socialista Democratico Italiano       | Pietro Longo                         |
| Roma - Viterbo - Latina - Frosinone           | Partito Socialista Democratico Italiano       | Silvano Costi                        |
| Roma - Viterbo - Latina - Frosinone           | Partito Repubblicano Italiano                 | Oscar Mammì                          |
| Roma - Viterbo - Latina - Frosinone           | Partito Repubblicano Italiano                 | Emanuele Terrana                     |
| Roma - Viterbo - Latina - Frosinone           | Partito Liberale Italiano                     | Aldo Bozzi                           |
| Roma - Viterbo - Latina - Frosinone           | Partito di Unità Proletaria per il comunismo  | Famiano Crucianelli                  |
| L'Aquila - Pescara - Chieti - Teramo          | Democrazia Cristiana                          | Remo Gaspari                         |
| L'Aquila - Pescara - Chieti - Teramo          | Democrazia Cristiana                          | Vitale Artese                        |
| L'Aquila - Pescara - Chieti - Teramo          | Democrazia Cristiana                          | Germano De Cinque                    |
| L'Aquila - Pescara - Chieti - Teramo          | Democrazia Cristiana                          | Alberto Aiardi                       |
| L'Aquila - Pescara - Chieti - Teramo          | Democrazia Cristiana                          | Antonio Falconio                     |
| L'Aquila - Pescara - Chieti - Teramo          | Democrazia Cristiana                          | Antonio Tancredi                     |
| L'Aquila - Pescara - Chieti - Teramo          | Democrazia Cristiana                          | Giuseppe Quieti                      |
| L'Aquila - Pescara - Chieti - Teramo          | Partito Comunista Italiano                    | Federico Brini                       |
| L'Aquila - Pescara - Chieti - Teramo          | Partito Comunista Italiano                    | Arnaldo Di Giovanni                  |
| L'Aquila - Pescara - Chieti - Teramo          | Partito Comunista Italiano                    | Attilio Esposto                      |
| L'Aquila - Pescara - Chieti - Teramo          | Partito Comunista Italiano                    | Tommaso Perantuono                   |
| L'Aquila - Pescara - Chieti - Teramo          | Partito Comunista Italiano                    | Giancarlo Cantelmi                   |
| L'Aquila - Pescara - Chieti - Teramo          | Partito Socialista Italiano                   | Domenico Susi                        |
| L'Aquila - Pescara - Chieti - Teramo          | Movimento Sociale Italiano - Destra Nazionale | Nino Sospiri                         |
| Campobasso - Isernia                          | Democrazia Cristiana                          | Giacomo Sedati                       |
| Campobasso - Isernia                          | Democrazia Cristiana                          | Bruno Vecchiarelli                   |
| Campobasso - Isernia                          | Democrazia Cristiana                          | Girolamo La Penna                    |
| Campobasso - Isernia                          | Partito Comunista Italiano                    | Alfredo Marraffini                   |
| Napoli - Caserta                              | Democrazia Cristiana                          | Vincenzo Scotti                      |
| Napoli - Caserta                              | Democrazia Cristiana                          | Antonio Gava                         |
| Napoli - Caserta                              | Democrazia Cristiana                          | Paolo Cirino Pomicino                |
| Napoli - Caserta                              | Democrazia Cristiana                          | Arcangelo Lobianco                   |
| Napoli - Caserta                              | Democrazia Cristiana                          | Baldassare Armato                    |
| Napoli - Caserta                              | Democrazia Cristiana                          | Manfredi Bosco                       |
| Napoli - Caserta                              | Democrazia Cristiana                          | Vincenzo Mancini                     |
| Napoli - Caserta                              | Democrazia Cristiana                          | Carmine Mensorio                     |
| Napoli - Caserta                              | Democrazia Cristiana                          | Ugo Grippo                           |
| Napoli - Caserta                              | Democrazia Cristiana                          | Raffaele Russo                       |
| Napoli - Caserta                              | Democrazia Cristiana                          | Antonio Ventre                       |
| Napoli - Caserta                              | Democrazia Cristiana                          | Mauro Ianniello                      |
| Napoli - Caserta                              | Democrazia Cristiana                          | Michele Viscardi                     |
| Napoli - Caserta                              | Democrazia Cristiana                          | Camillo Federico                     |
| Napoli - Caserta                              | Democrazia Cristiana                          | Raffaele Allocca                     |
| Napoli - Caserta                              | Democrazia Cristiana                          | Giuseppe Andreoli                    |
| Napoli - Caserta                              | Partito Comunista Italiano                    | Giorgio Amendola                     |
| Napoli - Caserta                              | Partito Comunista Italiano                    | Giorgio Napolitano                   |
| Napoli - Caserta                              | Partito Comunista Italiano                    | Abdon Alinovi                        |
| Napoli - Caserta                              | Partito Comunista Italiano                    | Andrea Geremicca                     |
| Napoli - Caserta                              | Partito Comunista Italiano                    | Gustavo Minervini                    |
| Napoli - Caserta                              | Partito Comunista Italiano                    | Giuseppe Vignola                     |
| Napoli - Caserta                              | Partito Comunista Italiano                    | Angela Francese                      |
| Napoli - Caserta                              | Partito Comunista Italiano                    | Antonio Bellocchio                   |
| Napoli - Caserta                              | Partito Comunista Italiano                    | Paolo Pietro Broccoli                |
| Napoli - Caserta                              | Partito Comunista Italiano                    | Egizio Sandomenico                   |
| Napoli - Caserta                              | Partito Comunista Italiano                    | Ersilia Salvato                      |
| Napoli - Caserta                              | Movimento Sociale Italiano - Destra Nazionale | Pietro Pirolo                        |
| Napoli - Caserta                              | Movimento Sociale Italiano - Destra Nazionale | Marcello Zanfagna                    |
| Napoli - Caserta                              | Movimento Sociale Italiano - Destra Nazionale | Antonio Parlato                      |
| Napoli - Caserta                              | Movimento Sociale Italiano - Destra Nazionale | Massimo Abbatangelo                  |
| Napoli - Caserta                              | Partito Socialista Italiano                   | Francesco De Martino                 |
| Napoli - Caserta                              | Partito Socialista Italiano                   | Antonio Caldoro                      |
| Napoli - Caserta                              | Partito Socialista Italiano                   | Luigi Buccico                        |
| Napoli - Caserta                              | Partito Socialista Democratico Italiano       | Alberto Ciampaglia                   |
| Napoli - Caserta                              | Partito Radicale                              | Marco Pannella                       |
| Napoli - Caserta                              | Partito Repubblicano Italiano                 | Francesco Compagna                   |
| Napoli - Caserta                              | Partito di Unità Proletaria per il comunismo  | Mario Catalano                       |
| Benevento - Avellino - Salerno                | Democrazia Cristiana                          | Ciriaco De Mita                      |
| Benevento - Avellino - Salerno                | Democrazia Cristiana                          | Gerardo Bianco                       |
| Benevento - Avellino - Salerno                | Democrazia Cristiana                          | Giuseppe Gargani                     |
| Benevento - Avellino - Salerno                | Democrazia Cristiana                          | Giovanni Amabile                     |
| Benevento - Avellino - Salerno                | Democrazia Cristiana                          | Clemente Mastella                    |
| Benevento - Avellino - Salerno                | Democrazia Cristiana                          | Vincenzo Scarlato                    |
| Benevento - Avellino - Salerno                | Democrazia Cristiana                          | Giovanni Zarro                       |
| Benevento - Avellino - Salerno                | Democrazia Cristiana                          | Nicola Lettieri                      |
| Benevento - Avellino - Salerno                | Democrazia Cristiana                          | Carlo Chirico                        |
| Benevento - Avellino - Salerno                | Democrazia Cristiana                          | Michele Scozia                       |
| Benevento - Avellino - Salerno                | Partito Comunista Italiano                    | Domenico Napoletano                  |
| Benevento - Avellino - Salerno                | Partito Comunista Italiano                    | Giuseppe Amarante                    |
| Benevento - Avellino - Salerno                | Partito Comunista Italiano                    | Nicola Adamo                         |
| Benevento - Avellino - Salerno                | Partito Comunista Italiano                    | Antonio Conte                        |
| Benevento - Avellino - Salerno                | Partito Socialista Italiano                   | Carmelo Conte                        |
| Benevento - Avellino - Salerno                | Partito Socialista Italiano                   | Nicola Trotta                        |
| Benevento - Avellino - Salerno                | Movimento Sociale Italiano - Destra Nazionale | Antonio Guarra                       |
| Benevento - Avellino - Salerno                | Partito Socialista Democratico Italiano       | Fiorentino Sullo                     |
| Bari - Foggia                                 | Democrazia Cristiana                          | Vito Lattanzio                       |
| Bari - Foggia                                 | Democrazia Cristiana                          | Vincenzo Russo                       |
| Bari - Foggia                                 | Democrazia Cristiana                          | Antonio Matarrese                    |
| Bari - Foggia                                 | Democrazia Cristiana                          | Renato Dell'Andro                    |
| Bari - Foggia                                 | Democrazia Cristiana                          | Antonio Laforgia                     |
| Bari - Foggia                                 | Democrazia Cristiana                          | Nicola Vernola                       |
| Bari - Foggia                                 | Democrazia Cristiana                          | Giuseppe Degennaro                   |
| Bari - Foggia                                 | Democrazia Cristiana                          | Natale Pisicchio                     |
| Bari - Foggia                                 | Democrazia Cristiana                          | Vincenzo De Cosmo                    |
| Bari - Foggia                                 | Democrazia Cristiana                          | Stefano Cavaliere                    |
| Bari - Foggia                                 | Partito Comunista Italiano                    | Tommaso Sicolo                       |
| Bari - Foggia                                 | Partito Comunista Italiano                    | Riccardo Di Corato                   |
| Bari - Foggia                                 | Partito Comunista Italiano                    | Maria Immacolata Barbarossa Voza     |
| Bari - Foggia                                 | Partito Comunista Italiano                    | Pietro Carmeno                       |
| Bari - Foggia                                 | Partito Comunista Italiano                    | Vitilio Masiello                     |
| Bari - Foggia                                 | Partito Comunista Italiano                    | Paolo De Caro                        |
| Bari - Foggia                                 | Partito Comunista Italiano                    | Domenico De Simone                   |
| Bari - Foggia                                 | Partito Socialista Italiano                   | Giuseppe Di Vagno jr.                |
| Bari - Foggia                                 | Partito Socialista Italiano                   | Claudio Lenoci                       |
| Bari - Foggia                                 | Movimento Sociale Italiano - Destra Nazionale | Giuseppe Tatarella                   |
| Bari - Foggia                                 | Movimento Sociale Italiano - Destra Nazionale | Olindo Del Donno                     |
| Bari - Foggia                                 | Partito Socialista Democratico Italiano       | Michele Di Giesi                     |
| Bari - Foggia                                 | Partito Radicale                              | Francesco De Cataldo                 |
| Lecce - Brindisi - Taranto                    | Democrazia Cristiana                          | Giuseppe Caroli                      |
| Lecce - Brindisi - Taranto                    | Democrazia Cristiana                          | Antonio Mario Mazzarrino             |
| Lecce - Brindisi - Taranto                    | Democrazia Cristiana                          | Pino Leccisi                         |
| Lecce - Brindisi - Taranto                    | Democrazia Cristiana                          | Giacinto Urso                        |
| Lecce - Brindisi - Taranto                    | Democrazia Cristiana                          | Leonardo Ciannamea                   |
| Lecce - Brindisi - Taranto                    | Democrazia Cristiana                          | Giuseppe Zurlo                       |
| Lecce - Brindisi - Taranto                    | Democrazia Cristiana                          | Giuseppe Leone                       |
| Lecce - Brindisi - Taranto                    | Democrazia Cristiana                          | Domenico Amalfitano                  |
| Lecce - Brindisi - Taranto                    | Democrazia Cristiana                          | Italo Giulio Caiati                  |
| Lecce - Brindisi - Taranto                    | Partito Comunista Italiano                    | Alfredo Reichlin                     |
| Lecce - Brindisi - Taranto                    | Partito Comunista Italiano                    | Vito Angelini                        |
| Lecce - Brindisi - Taranto                    | Partito Comunista Italiano                    | Giorgio Casalino                     |
| Lecce - Brindisi - Taranto                    | Partito Comunista Italiano                    | Michele Graduata                     |
| Lecce - Brindisi - Taranto                    | Partito Comunista Italiano                    | Cristina Conchiglia                  |
| Lecce - Brindisi - Taranto                    | Partito Socialista Italiano                   | Claudio Signorile                    |
| Lecce - Brindisi - Taranto                    | Partito Socialista Italiano                   | Damiano Potì                         |
| Lecce - Brindisi - Taranto                    | Movimento Sociale Italiano - Destra Nazionale | Giorgio Almirante                    |
| Lecce - Brindisi - Taranto                    | Movimento Sociale Italiano - Destra Nazionale | Domenico Mennitti                    |
| Potenza - Matera                              | Democrazia Cristiana                          | Emilio Colombo                       |
| Potenza - Matera                              | Democrazia Cristiana                          | Angelo Sanza                         |
| Potenza - Matera                              | Democrazia Cristiana                          | Pasquale Lamorte                     |
| Potenza - Matera                              | Democrazia Cristiana                          | Michele Tantalo                      |
| Potenza - Matera                              | Partito Comunista Italiano                    | Rocco Curcio                         |
| Potenza - Matera                              | Partito Comunista Italiano                    | Raffaele Giura Longo                 |
| Potenza - Matera                              | Partito Socialista Italiano                   | Elvio Alfonso Salvatore              |
| Catanzaro - Cosenza - Reggio Calabria         | Democrazia Cristiana                          | Riccardo Misasi                      |
| Catanzaro - Cosenza - Reggio Calabria         | Democrazia Cristiana                          | Lodovico Ligato                      |
| Catanzaro - Cosenza - Reggio Calabria         | Democrazia Cristiana                          | Ernesto Pucci                        |
| Catanzaro - Cosenza - Reggio Calabria         | Democrazia Cristiana                          | Vito Napoli                          |
| Catanzaro - Cosenza - Reggio Calabria         | Democrazia Cristiana                          | Francesco Quattrone                  |
| Catanzaro - Cosenza - Reggio Calabria         | Democrazia Cristiana                          | Dario Antoniozzi                     |
| Catanzaro - Cosenza - Reggio Calabria         | Democrazia Cristiana                          | Mario Tassone                        |
| Catanzaro - Cosenza - Reggio Calabria         | Democrazia Cristiana                          | Guido Mantella                       |
| Catanzaro - Cosenza - Reggio Calabria         | Democrazia Cristiana                          | Mario Bruno Laganà                   |
| Catanzaro - Cosenza - Reggio Calabria         | Democrazia Cristiana                          | Francesco Bova                       |
| Catanzaro - Cosenza - Reggio Calabria         | Partito Comunista Italiano                    | Franco Ambrogio                      |
| Catanzaro - Cosenza - Reggio Calabria         | Partito Comunista Italiano                    | Stefano Rodotà                       |
| Catanzaro - Cosenza - Reggio Calabria         | Partito Comunista Italiano                    | Francesco Martorelli                 |
| Catanzaro - Cosenza - Reggio Calabria         | Partito Comunista Italiano                    | Franco Politano                      |
| Catanzaro - Cosenza - Reggio Calabria         | Partito Comunista Italiano                    | Saverio Monteleone                   |
| Catanzaro - Cosenza - Reggio Calabria         | Partito Comunista Italiano                    | Giuseppe Pierino                     |
| Catanzaro - Cosenza - Reggio Calabria         | Partito Socialista Italiano                   | Giacomo Mancini                      |
| Catanzaro - Cosenza - Reggio Calabria         | Partito Socialista Italiano                   | Francesco Principe                   |
| Catanzaro - Cosenza - Reggio Calabria         | Partito Socialista Italiano                   | Mario Casalinuovo                    |
| Catanzaro - Cosenza - Reggio Calabria         | Movimento Sociale Italiano - Destra Nazionale | Antonino Tripodi                     |
| Catanzaro - Cosenza - Reggio Calabria         | Movimento Sociale Italiano - Destra Nazionale | Raffaele Valensise                   |
| Catanzaro - Cosenza - Reggio Calabria         | Partito Socialista Democratico Italiano       | Costantino Belluscio                 |
| Catanzaro - Cosenza - Reggio Calabria         | Partito di Unità Proletaria per il comunismo  | Alfonso Gianni                       |
| Catania - Messina - Siracusa - Ragusa - Enna  | Democrazia Cristiana                          | Antonino Gullotti                    |
| Catania - Messina - Siracusa - Ragusa - Enna  | Democrazia Cristiana                          | Antonino Drago                       |
| Catania - Messina - Siracusa - Ragusa - Enna  | Democrazia Cristiana                          | Giuseppe Astone                      |
| Catania - Messina - Siracusa - Ragusa - Enna  | Democrazia Cristiana                          | Salvatore Urso                       |
| Catania - Messina - Siracusa - Ragusa - Enna  | Democrazia Cristiana                          | Luigi Foti                           |
| Catania - Messina - Siracusa - Ragusa - Enna  | Democrazia Cristiana                          | Vito Scalia                          |
| Catania - Messina - Siracusa - Ragusa - Enna  | Democrazia Cristiana                          | Vincenzo Pavone                      |
| Catania - Messina - Siracusa - Ragusa - Enna  | Democrazia Cristiana                          | Giuseppe Azzaro                      |
| Catania - Messina - Siracusa - Ragusa - Enna  | Democrazia Cristiana                          | Antonino Perrone                     |
| Catania - Messina - Siracusa - Ragusa - Enna  | Democrazia Cristiana                          | Antonino Lombardo                    |
| Catania - Messina - Siracusa - Ragusa - Enna  | Democrazia Cristiana                          | Concetto Lo Bello                    |
| Catania - Messina - Siracusa - Ragusa - Enna  | Democrazia Cristiana                          | Giuseppe Russo                       |
| Catania - Messina - Siracusa - Ragusa - Enna  | Partito Comunista Italiano                    | Angela Maria Bottari                 |
| Catania - Messina - Siracusa - Ragusa - Enna  | Partito Comunista Italiano                    | Aldo Rizzo                           |
| Catania - Messina - Siracusa - Ragusa - Enna  | Partito Comunista Italiano                    | Pietro Barcellona                    |
| Catania - Messina - Siracusa - Ragusa - Enna  | Partito Comunista Italiano                    | Salvatore Rindone                    |
| Catania - Messina - Siracusa - Ragusa - Enna  | Partito Comunista Italiano                    | Luigi Boggio                         |
| Catania - Messina - Siracusa - Ragusa - Enna  | Partito Comunista Italiano                    | Giovanni Rossino                     |
| Catania - Messina - Siracusa - Ragusa - Enna  | Partito Socialista Italiano                   | Nicola Capria                        |
| Catania - Messina - Siracusa - Ragusa - Enna  | Partito Socialista Italiano                   | Natale Amodeo                        |
| Catania - Messina - Siracusa - Ragusa - Enna  | Partito Socialista Italiano                   | Salvo Andò                           |
| Catania - Messina - Siracusa - Ragusa - Enna  | Movimento Sociale Italiano - Destra Nazionale | Vincenzo Trantino                    |
| Catania - Messina - Siracusa - Ragusa - Enna  | Movimento Sociale Italiano - Destra Nazionale | Orazio Santagati                     |
| Catania - Messina - Siracusa - Ragusa - Enna  | Movimento Sociale Italiano - Destra Nazionale | Girolamo Rallo                       |
| Catania - Messina - Siracusa - Ragusa - Enna  | Partito Socialista Democratico Italiano       | Dino Madaudo                         |
| Catania - Messina - Siracusa - Ragusa - Enna  | Partito Repubblicano Italiano                 | Pasquale Bandiera                    |
| Catania - Messina - Siracusa - Ragusa - Enna  | Partito Radicale                              | Aldo Ajello                          |
| Palermo - Trapani - Agrigento - Caltanissetta | Democrazia Cristiana                          | Attilio Ruffini                      |
| Palermo - Trapani - Agrigento - Caltanissetta | Democrazia Cristiana                          | Giuseppe Sinesio                     |
| Palermo - Trapani - Agrigento - Caltanissetta | Democrazia Cristiana                          | Calogero Mannino                     |
| Palermo - Trapani - Agrigento - Caltanissetta | Democrazia Cristiana                          | Calogero Pumilia                     |
| Palermo - Trapani - Agrigento - Caltanissetta | Democrazia Cristiana                          | Giovanni Gioia                       |
| Palermo - Trapani - Agrigento - Caltanissetta | Democrazia Cristiana                          | Raffaello Rubino                     |
| Palermo - Trapani - Agrigento - Caltanissetta | Democrazia Cristiana                          | Ferdinando Russo                     |
| Palermo - Trapani - Agrigento - Caltanissetta | Democrazia Cristiana                          | Giuseppe La Loggia                   |
| Palermo - Trapani - Agrigento - Caltanissetta | Democrazia Cristiana                          | Luigi Giglia                         |
| Palermo - Trapani - Agrigento - Caltanissetta | Democrazia Cristiana                          | Giacomo Augello                      |
| Palermo - Trapani - Agrigento - Caltanissetta | Democrazia Cristiana                          | Aldo Bassi                           |
| Palermo - Trapani - Agrigento - Caltanissetta | Democrazia Cristiana                          | Giovanni Matta                       |
| Palermo - Trapani - Agrigento - Caltanissetta | Partito Comunista Italiano                    | Achille Occhetto                     |
| Palermo - Trapani - Agrigento - Caltanissetta | Partito Comunista Italiano                    | Pio La Torre                         |
| Palermo - Trapani - Agrigento - Caltanissetta | Partito Comunista Italiano                    | Agostino Spataro                     |
| Palermo - Trapani - Agrigento - Caltanissetta | Partito Comunista Italiano                    | Giovanni Giudice                     |
| Palermo - Trapani - Agrigento - Caltanissetta | Partito Comunista Italiano                    | Giuseppe Pernice                     |
| Palermo - Trapani - Agrigento - Caltanissetta | Partito Comunista Italiano                    | Mario Arnone                         |
| Palermo - Trapani - Agrigento - Caltanissetta | Partito Socialista Italiano                   | Salvatore Lauricella                 |
| Palermo - Trapani - Agrigento - Caltanissetta | Partito Socialista Italiano                   | Giuseppe Reina                       |
| Palermo - Trapani - Agrigento - Caltanissetta | Partito Socialista Italiano                   | Gaspare Saladino                     |
| Palermo - Trapani - Agrigento - Caltanissetta | Movimento Sociale Italiano - Destra Nazionale | Guido Lo Porto                       |
| Palermo - Trapani - Agrigento - Caltanissetta | Movimento Sociale Italiano - Destra Nazionale | Antonino Macaluso                    |
| Palermo - Trapani - Agrigento - Caltanissetta | Partito Repubblicano Italiano                 | Aristide Gunnella                    |
| Palermo - Trapani - Agrigento - Caltanissetta | Partito Socialista Democratico Italiano       | Carlo Vizzini                        |
| Palermo - Trapani - Agrigento - Caltanissetta | Partito Radicale                              | Francesco Roccella                   |
| Cagliari - Sassari - Nuoro - Oristano         | Democrazia Cristiana                          | Francesco Cossiga                    |
| Cagliari - Sassari - Nuoro - Oristano         | Democrazia Cristiana                          | Beppe Pisanu                         |
| Cagliari - Sassari - Nuoro - Oristano         | Democrazia Cristiana                          | Giovanni Del Rio                     |
| Cagliari - Sassari - Nuoro - Oristano         | Democrazia Cristiana                          | Mariotto Segni                       |
| Cagliari - Sassari - Nuoro - Oristano         | Democrazia Cristiana                          | Felice Contu                         |
| Cagliari - Sassari - Nuoro - Oristano         | Democrazia Cristiana                          | Gianuario Carta                      |
| Cagliari - Sassari - Nuoro - Oristano         | Democrazia Cristiana                          | Raffaele Garzia                      |
| Cagliari - Sassari - Nuoro - Oristano         | Partito Comunista Italiano                    | Giovanni Berlinguer                  |
| Cagliari - Sassari - Nuoro - Oristano         | Partito Comunista Italiano                    | Maria Cocco                          |
| Cagliari - Sassari - Nuoro - Oristano         | Partito Comunista Italiano                    | Salvatore Mannuzzu                   |
| Cagliari - Sassari - Nuoro - Oristano         | Partito Comunista Italiano                    | Francesco Macis                      |
| Cagliari - Sassari - Nuoro - Oristano         | Partito Comunista Italiano                    | Giorgio Macciotta                    |
| Cagliari - Sassari - Nuoro - Oristano         | Partito Comunista Italiano                    | Mario Pani                           |
| Cagliari - Sassari - Nuoro - Oristano         | Partito Socialista Italiano                   | Giuseppe Tocco                       |
| Cagliari - Sassari - Nuoro - Oristano         | Partito Socialista Italiano                   | Giovanni Nonne                       |
| Cagliari - Sassari - Nuoro - Oristano         | Movimento Sociale Italiano - Destra Nazionale | Alfredo Pazzaglia                    |
| Cagliari - Sassari - Nuoro - Oristano         | Partito Radicale                              | Mauro Mellini                        |
| Valle d'Aosta                                 | Union Valdôtaine                              | Cesare Dujany                        |
| Trieste                                       | Lista per Trieste                             | Aurelia Benco                        |
| Trieste                                       | Democrazia Cristiana                          | Giorgio Tombesi                      |
| Trieste                                       | Partito Comunista Italiano                    | Antonino Cuffaro                     |